# Cylindera elisae
Cylindera elisae  (лат.) — вид жуков-жужелиц из подсемейства скакунов. Распространён на юге Хабаровского и в Приморском краях, на Курильских островах (Кунашир), в Японии (Хоккайдо, Хонсю, Сикоку, Кюсю), на Корейском полуострове, в Китае, Тайване и Монголии, но встречается очень редко. Длина тела имаго 9—11 мм.